# 沙加緬度蜜蜂報
《沙加緬度蜜蜂報》（英語：The Sacramento Bee）是一份在美國加利福尼亞州沙加緬度發行的日報。其自1857年創刊以來，已成為沙加緬度第一大報、加州第五大報、全美第27大報。其分佈於沙加緬度河谷上游，總發行面積約12,000平方英里（31,000平方公里）：南至加利福尼亞州斯托克顿，北至俄勒岡州邊界，東至內華達州雷諾，西至舊金山灣區。
該報是全國McClatchy公司的旗艦。它的“ Scoopy Bee”吉祥物由華特·迪士尼於1943年創造，已被全部三家蜜蜂報紙（沙加緬度、莫德斯托和弗雷斯諾)使用。